# What We Made
What We Made is het eerste studioalbum van de Britse artiest Example. Het was de bedoeling dat het album uitkwam in juni 2007, omdat dit op de achterkant stond van de mixtape We Didn't Invent The Remix. Maar het album werd vertraagd, en kwam vervolgens uit op 17 september 2007. Van het album komen de singles "You Can't Rap", "I Don't Want To" en "What We Made", die allemaal in 2006 uitkwamen.

## Track listing
Alle teksten zijn geschreven door Example. 
| 1.                 | So many roads           | 3:34 |
| 2.                 | You can't rap           | 3:15 |
| 3.                 | Milk your goat          | 4:22 |
| 4.                 | Birthday card           | 4:42 |
| 5.                 | I don't want to         | 3:50 |
| 6.                 | Popcorn and fisticuffs  | 3:51 |
| 7.                 | Posh birds              | 3:50 |
| 8.                 | No sleep for the wicked | 3:46 |
| 9.                 | Me & mandy              | 3:27 |
| 10.                | Really sorry            | 4:20 |
| 11.                | Today I met myself      | 3:19 |
| 12.                | Care 4 U                | 3:28 |
| 13.                | What we made            |      |
| Totale duur: 49:36 |                         |      |

| Nr. | Titel            | Duur |
| --- | ---------------- | ---- |
| 15. | Already told you | 2:19 |